# Суботиця
46°05′ пн. ш. 19°39′ сх. д. / 46.083° пн. ш. 19.650° сх. д.
Суботиця (серб. Суботица або Subotica, угор. Szabadka, нім. Maria-Theresiopel, русин. Суботица, рум. Subotița) — місто та адміністративний центр Північно-Бацького округу в автономному краї Воєводина, Сербія. Раніше найбільше місто регіону Воєводина, сучасна Суботиця є другим за величиною містом у провінції після міста Новий Сад.
Розташоване біля кордону з Угорщиною, тому близько 40 % жителів міста — угорці.
Згідно з переписом 2022 року, населення самого міста становить 94 228 осіб, а населення агломерації (адміністративної території міста) становить 123 952 особи.

## Ім'я
Назва міста часто змінювалася з плином часу. Найдавнішою відомою письмовою назвою міста була Заботка (Zabotka) або Забатка (Zabatka), яка датується 1391 роком. Від неї походить сучасна угорська назва міста «Szabadka». Інші джерела стверджують, що назва «Szabadka» походить від прикметника szabad, що походить від слов'янського слова «вільний» — свобода, що означає статус колоністів, поселених у цій зоні Габсбургами після битви під Зентою.
Місто було названо в 1740-х роках на честь Марії Терезії Австрійської, ерцгерцогині Австрії. У 1743 році місто офіційно називалося Сент-Марія, але у 1779 році було перейменоване на Марія-Терезіаполь. Ці дві офіційні назви також писалися по-різному (найчастіше німецькою Maria-Theresiopel або Theresiopel) і використовувалися в різних мовах.

## Архітектура
Суботиця може похвалитися чудовою колекцією архітектури в стилі модерн, включаючи знакові будівлі, такі як Суботіцька синагога та палац Райхель, які визнані одними з найкращих прикладів цього архітектурного стилю в Європі.

## Географія
Місто розташоване в Паннонській западині на 46,07° північної широти, 19,68° східної довготи, приблизно за 10 кілометрів (6 миль) від кордону з Угорщиною, і є найпівнічнішим містом Сербії. Воно розташоване поблизу озера Палич.

## Клімат
Суботіца має теплий літній вологий континентальний клімат (Dfb), який є рідкісним для Сербії, за винятком більш високогірних районів.

## Історія
Османська імперія 1542—1686

 Габсбурзька монархія 1686—1804

 Австрійська імперія 1804—1867

 Австро-Угорщина 1867—1918

 Королівство Сербія 1918

 Королівство Югославія 1918—1941

 Угорська окупація югославських земель 1941—1944

 1944—1992

 СФРЮ 1992−2003

 Сербія та Чорногорія 2003—2006

### Передісторія та античність
У періоди неоліту та енеоліту на цій території процвітало кілька важливих археологічних культур, серед яких старчевська культура, вінчанська культура, та тисапольгарська культура. Ранні індоєвропейські народи оселилися на території сучасної Суботиці в 3200 році до нашої ери. У період енеоліту, бронзового віку та залізного віку на території навколо Суботиці існувало кілька індоєвропейських археологічних культур — баденська культура, вучедольська культура, культура полів поховальних урн та деякі інші. До завоювання язигами у 1 столітті до нашої ери тут проживали індоєвропейські народи іллірійського, кельтського та дакійського походження. У 3 столітті до нашої ери ця територія контролювалася кельтськими боями та еравісками, а в 1 столітті до нашої ери вона стала частиною Дакійського королівства. З 1-го століття до нашої ери територія перейшла під контроль сарматських язигів, які іноді були союзниками, а іноді ворогами римлян. Правління язигів тривало до 4 століття нашої ери, після чого регіон перейшов у володіння різних народів і держав.

### Раннє середньовіччя і слов'янське розселення
У ранньому середньовіччі на території Суботиці правили різні індоєвропейські та тюркські народи та держави. До цих народів належали гуни, гепіди, авари, слов'яни та болгари. Слов'яни заселили сучасну Суботицю в 6-7 століттях, перш ніж деякі з них перетнули річки Саву і Дунай і оселилися на Балканах.
Слов'янське плем'я, що мешкало на території сучасної Суботиці, було ободритами, підгрупою сербів. У 9 столітті, після падіння Аварської держави, на цій території виникли перші форми слов'янської державності. Першими слов'янськими державами, що панували в цьому регіоні, були Ккнязівство Нижня Паннонія (846—875), Велика Моравія (833- прибл. 907) та Болгарське царство.

### Пізнє-середньовіччя

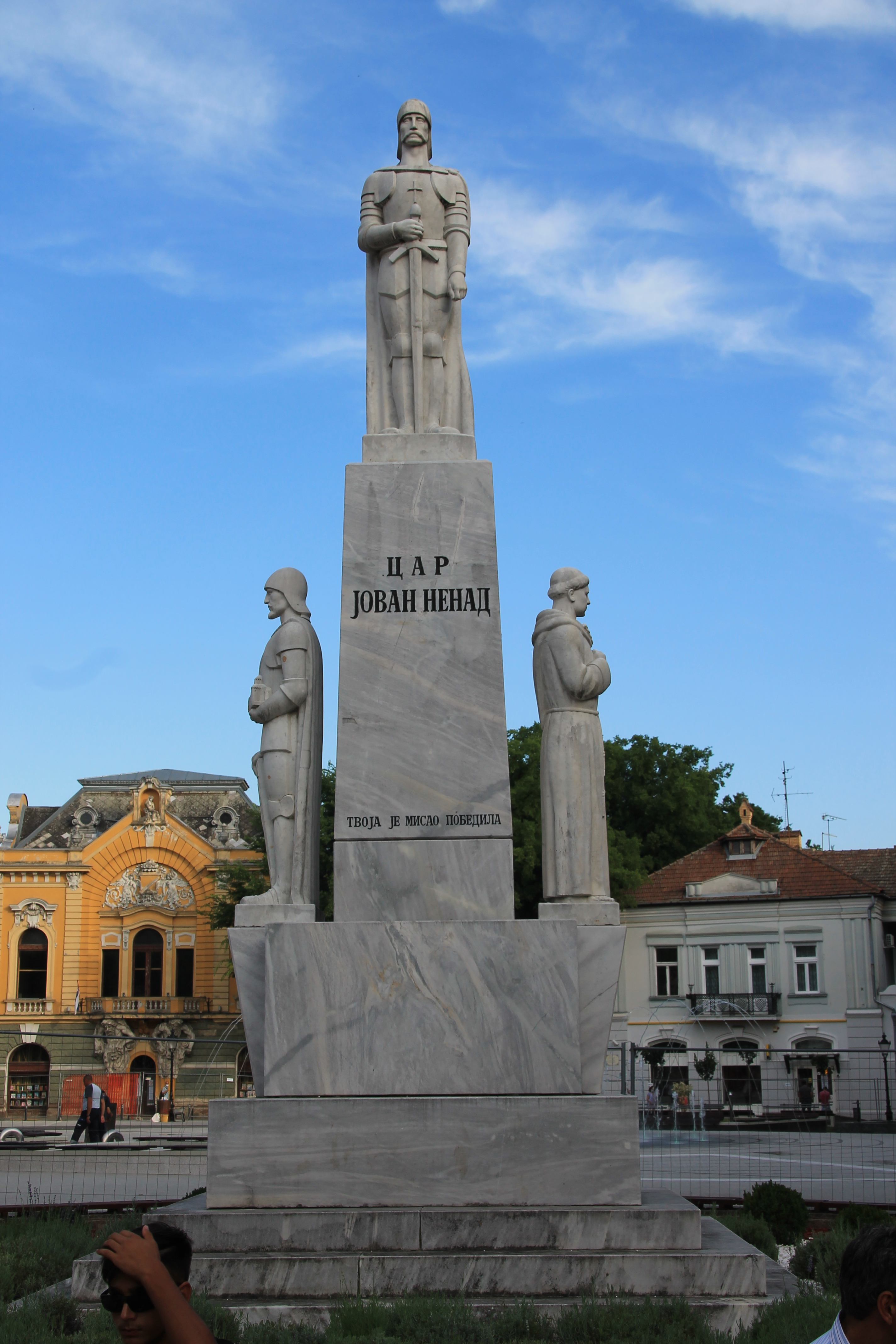
Пам'ятник імператору Йовану Ненаду в центрі міста

Суботиця, ймовірно, вперше стала відомим поселенням, коли до нього стікалися люди з довколишніх сіл, зруйнованих під час татарської навали 1241—1242 років. Коли Zabadka / Zabatka вперше згадується в 1391 році, це було крихітне містечко в середньовічному Угорському королівстві. Пізніше місто належало Хуньяді, одному з найвпливовіших аристократичних родів у всій Центральній Європі.
Угорський король Матвій Корвін одарував місто одному зі своїх родичів, Яношу Понграцу Денгелегі, який, побоюючись вторгнення Османської імперії, укріпив замок Суботиця, звівши фортецю у 1470 році. Кілька десятиліть потому, після битви під Мохачем у 1526 році, Суботиця увійшла до складу Османської імперії. Більшість угорського населення втекла на північ до королівської Угорщини. Балінт Тьорьок, місцевий дворянин, який правив Суботицею, також втік з міста. Під час військового та політичного хаосу після поразки під Мохачем Суботиця перейшла під контроль сербських найманців, завербованих у Банаті. Ці солдати перебували на службі у трансільванського генерала Іоанна I Заполья, згодом угорського короля.
Лідер цих найманців, Йован Ненад у 1526-27 роках встановив свою владу в Бачці, Північному Банаті та невеликій частині Срему та створив незалежну державу з адміністративним центром у Суботиці. На піку своєї могутності Йован Ненад проголосив себе сербським царем у Суботиці. Він призначив Радослава Чельника генеральним командувачем своєї армії, а його скарбником і палатином був Субота Врліч, сербський дворянин з Ягодина. Коли Балінт Тьорьок повернувся і відвоював Суботицю в сербів, Йован Ненад переніс адміністративний центр до Сегеда.
Кілька місяців потому, влітку 1527 року, Йован Ненада було вбито, і його держава розпалася. Однак після смерті Ненада Радослав Чельник на чолі частини армії вирушив в османську Срему, де недовго правив як османський васал.

### Османське правління
Османська імперія правила містом з 1542 по 1686 рік. Наприкінці цього майже 150-річного періоду від старого міста Забадка / Zabatka мало що залишилося. Оскільки значна частина населення втекла, османи заохочували заселення цієї території різними колоністами з Балкан. Переселенцями були переважно православні серби. Вони обробляли надзвичайно родючі землі навколо Суботиці. У 1570 році населення Суботиці налічувало 49 будинків, а в 1590 році — 63 будинки. У 1687 році регіон заселили католики-далмати (сьогодні їх називають Буньєвці). За часів османського панування місто називалося Соботка і було центром каза Сегединського санджаку, спочатку в Будін-Еялеті до 1596 року, а потім в Егрі-Еялеті між 1596 і 1686 роками.

### Габсбурзьке правління
У 1687 році близько 5 000 буньєвців осіло в Бачці (включаючи Суботицю). Після вирішальної битви проти османів під Сентою під проводом принца Євгена Савойського 11 вересня 1697 року Суботиця стала частиною військової прикордонної зони Тайс — Міреш, створеної монархією Габсбургів. Тим часом спалахнуло повстання Франциска II Ракоці, яке також відоме як Куруцька війна.
У районі Суботиці ракоці вступили в бій проти Національного ополчення Рака. Rác (рак) це назва південнослов'янських народів (переважно сербів і буньєвців), і в Угорському королівстві їх часто називали rácok (ракошами). Пізніше racok (раком) стали називати, перш за все, сербів православного віросповідання.
Сербські військові сім'ї користувалися певними привілеями завдяки службі на користь Габсбурзької монархії. Однак поступово Суботіца перетворилася з простого гарнізонного міста на ринкове містечко з власним цивільним статутом у 1743 році. Коли це сталося, багато сербів скаржилися на втрату своїх привілеїв. Більшість на знак протесту покинула місто, деякі з них заснували нове поселення неподалік від Суботиці XVIII століття в Александрово, а інші емігрували до Росії. У Новій Сербії, створеній для них новій російській провінції, ці серби заснували нове поселення і також назвали його Суботіца. У 1775 році в Суботиці була заснована єврейська громада.
Можливо, для того, щоб підкреслити новий цивільний спокій Суботиці, в цей час для неї почали використовувати благочестиве ім'я Свята Марія. Кілька десятиліть потому, у 1779 році, австрійська імператриця Марія Терезія ще більше підвищила статус міста, проголосивши його Вільним королівським містом. Захоплені мешканці міста знову перейменували Суботицю в Марію-Терезіополіс.
Цей статус вільного королівського міста дав великий поштовх для розвитку міста. Протягом 19 століття його населення подвоїлося, приваблюючи багатьох людей з усіх куточків Габсбурзької монархії. Це призвело до значних демографічних змін. У першій половині 19 століття буньєвці все ще були більшістю, але в Суботиці оселялося все більше угорців та євреїв. Цей процес не зупинив навіть початок революцій у Габсбурзькій монархії (1848–49).

### Революції 1848/1849 років

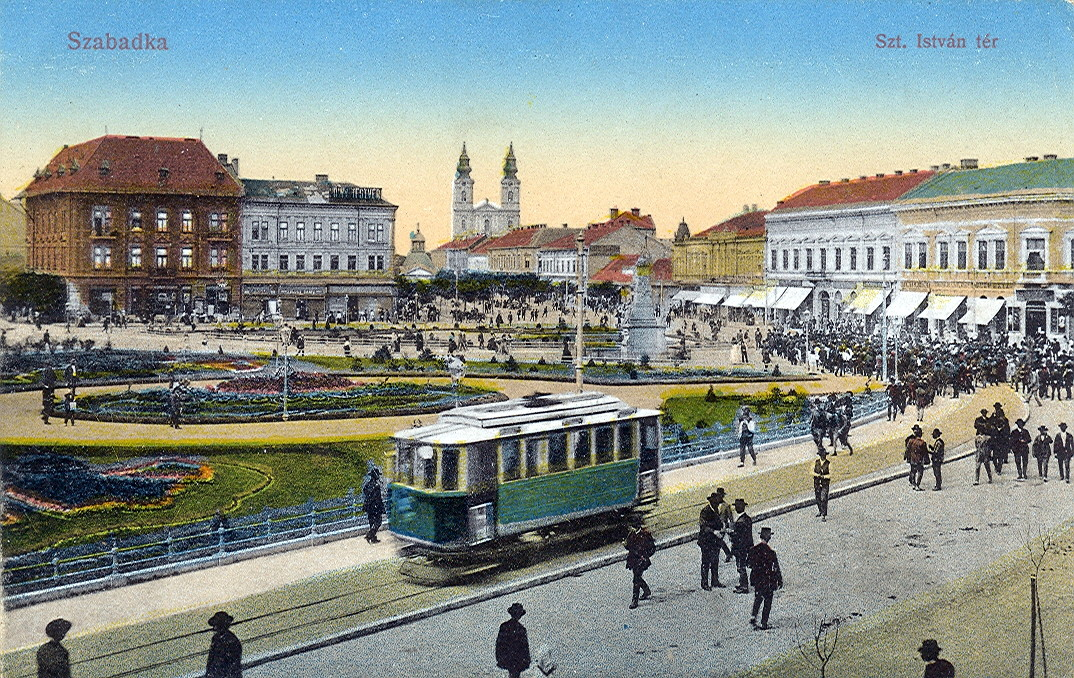
Суботиця (Szabadka) 1914 р. Угорська листівка

Під час революції 1848-49 рр. проголошені кордони автономної Сербської Воєводини включали Суботицю, але сербські війська не змогли встановити контроль над регіоном. 5 березня 1849 року в місцевості під назвою Капоня (між Таванкутом і Баймком) відбулася битва між сербськими та угорськими військами, перемогу в якій здобули угорці.
Перша газета в місті також вийшла під час революції 1848/49 рр. — вона називалася Honunk állapota («Держава нашої батьківщини») і видавалася угорською мовою в місцевій друкарні Кароля Біттермана. На відміну від більшості сербів і хорватів, які протистояли угорцям, частина місцевих буньєвців підтримала угорську революцію.
У 1849 році, після поразки угорської революції 1848 року від російських та габсбурзьких військ, місто було відокремлено від Угорського королівства разом із більшою частиною регіону Бачка та стало частиною окремої габсбурзької провінції під назвою Воєводство Сербії та Темешварський банат. Адміністративним центром цієї нової провінції стала Тімішоара. Провінція проіснувала до 1860 року. Під час існування воєводства, у 1853 році, в Суботиці з'явився вражаючий театр.

### Угорська адміністрація
Після встановлення подвійної монархії в 1867 році настав період, який часто називають «золотим віком» розвитку міста Суботіца. Після 1867 року було відкрито безліч шкіл, а 1869 року залізниця зв'язала місто з рештою світу. У 1896 році була побудована електростанція, що сприяло подальшому розвитку міста і всього регіону. Суботіца прикрасилася чудовою середньоєвропейською архітектурою епохи fin de siècle. У 1902 році була побудована єврейська синагога в стилі модерн.
У 1849—1860 роках він входив до складу Воєводства Сербії та Темешварського Банату.

### Югославія та Сербія

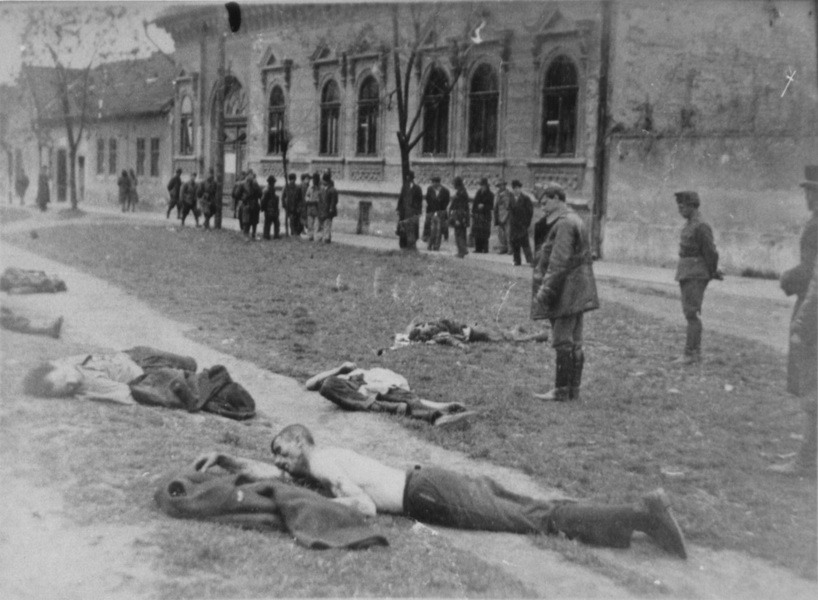
Під час окупації (1941—1944) угорські окупаційні війська масово винищували сербське та єврейське цивільне населення.

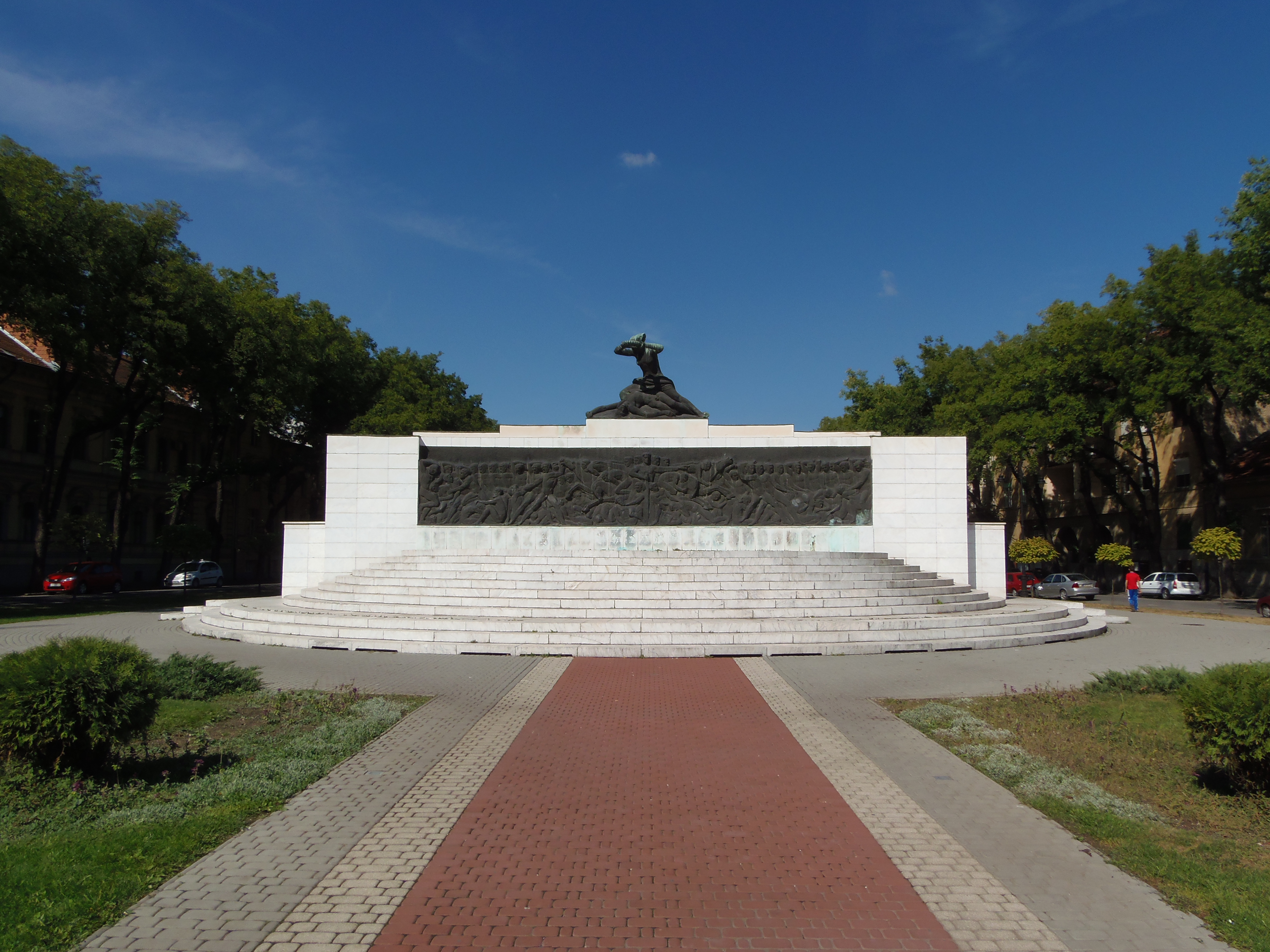
Пам'ятник жертвам фашизму

До кінця Першої світової війни Суботіца входила до складу Австро-Угорщини. У 1918 році місто увійшло до складу Королівства сербів, хорватів і словенців. У результаті Суботиця стала прикордонним містом Югославії й на деякий час не зазнала такого ж динамічного процвітання, яким вона мала до Першої світової війни. Однак у цей час Суботиця була третім за величиною містом Югославії за кількістю населення слідом за Белградом і Загребом.
У 1941 році Югославія була захоплена та розділена державами Осі, а її північні частини, включаючи Суботицю, були анексовані Угорщиною. Анексія не була визнана міжнародною спільнотою легітимною, і місто де-юре залишалося частиною Югославії. Югославський уряд у вигнанні отримав офіційне визнання легітимності як представника країни. 11 квітня 1941 року угорські війська прибули до Суботиці на підставі того, що більшість населення міста, яке понад 600 років входило до складу Угорського королівства, було етнічними угорцями. Під час Другої світової війни місто втратило близько 7 000 своїх жителів, переважно сербів, угорців та євреїв. До війни в Суботиці проживало близько 6 000 євреїв; багато з них були депортовані з міста під час Голокосту, переважно до Аушвіца. У квітні 1944 року, за часів німецької адміністрації, було створено гетто. Крім того, багато комуністів були страчені під час правління Осі. 10 жовтня 1944 року Суботиця була звільнена Суботицьким партизанським загоном і частинами радянської армії. У останніх боях за Суботицю на вокзалі загинув командир загону Йован Мікіч «Спартак», член збірної Югославії, рекордсмен з легкої атлетики. Після війни Суботиця стала частиною автономного краю Воєводина в складі нової соціалістичної Сербії та нової соціалістичної Югославії.
У післявоєнний період Суботиця поступово модернізувалася. Під час югославської та косовської воєн 1990-х років до міста прибула значна кількість сербських біженців з Хорватії, Боснії та Герцеговини та Косова, тоді як багато етнічних угорців та хорватів, а також деякі місцеві серби залишили регіон.

## Визначні пам'ятки
У Суботиці та сусідньому Паличі найбільше будівель, побудованих у стилі угорського сецесіону — різновиду модерну. Угорський сецесійний стиль існував між 1890-ми роками та Першою світовою війною. Його проєкти поєднували рослинні орнаменти та символічні фігури в стилі модерн з традиційними угорськими мотивами. Він знайшов своє архітектурне вираження в Марселла Комора, Деже Якаба та Ференца Райхле.
Особливо вирізняються красою Ратуша (збудована у 1908—1910 роках) і Синагога (1902 рік). Їх побудували ті ж архітектори, Марселл Комор і Деже Якаб. Ще одним винятковим прикладом архітектури в стилі модерн є власне палац Райхле, збудований у 1904 році за проєктом Ференца Й. Райхле.
Церковні будівлі включають собор Св. Терези Авільської 1797 року, францисканський монастир 1723 року, православні церкви 18 століття та угорську синагогу Суботіці в стилі модерн початку 20 століття, реставрацію якої було завершено влітку 2019 року.
Історичний Національний театр у Суботиці, який був побудований у 1854 році як перша монументальна громадська будівля в Суботиці, був знесений у 2007 році, хоча він був оголошений історичною пам'яткою під охороною держави у 1983 році, а в 1991 році його було внесено до Національного реєстру як пам'ятку, що має надзвичайну культурну цінність. Наразі вона перебуває на стадії реконструкції, а її відкриття заплановане на 2017 рік.
| Будівлі угорської сецесії | Будівлі угорської сецесії | Будівлі угорської сецесії | Будівлі угорської сецесії | Будівлі угорської сецесії |          |
| ------------------------- | ------------------------- | ------------------------- | ------------------------- | ------------------------- | -------- |
|                           |                           |                           |                           |                           |          |
| Палац Райхле              | Міська бібліотека         | Ратуша                    | Інтер'єр Ратуші           | Палац Войнича             | Синагога |

## Навколишні місця
Райони Суботиці:
- Александрово (угор. Sándor)
- Байнат (угор. Bajnát)
- Центр (угор. Központ)
- Dudova Šuma (Radijalac) (угор. Sétaerdő)
- Гат (угор. Gát)
- Гранічар (угор. Határőr)
- Кер (угор. Kér)
- Кертварош (Kertváros)
- Макова седмиця (Макхет)
- Малий Баймок (Kisbajmok)
- Малі Радановац (Kisradanovác)
- Нові Град (Újváros)
- Ново Населє (Újtelep)
- Прозівка (угор. Прозивка))
- Сербський шор (угор. Szerb sor)
- Тесліно Населє
- Великий Радановац (угор. Nagyradanovác)
- Зорка (угор. Zorka)
- Željezničko Naselje (угор. Vasutastelep)

### Передмістя і села
Адміністративний район Суботиці включає власне Суботицю, місто Палич (угор. Palics та 17 сіл. Села:
- Бацькі Виногради (угор. Bácsszőlős)
- Бацьке Душаново (угор. Zentaörs)
- Баймок (угор. Bajmok)
- Биково (угор. Békova)
- Чантавир (угор. Csantavér)
- Долішній Таванкут (угор. Alsótavankút)
- Джурджин (угор. Györgyén)
- Горішній Таванкут (угор. Felsőtavankút)
- Хайдуково (угор. Hajdújárás)
- Келебія (угор. Alsókelebia)
- Лютово (угор. Mérges)
- Мала Босна (угор. Kisbosznia)
- Мишичево (угор. Hadikörs)
- Новий Жедник (угор. Újnagyfény)
- Старий Жедник (угор. Надьфені)
- Шупляк (угор. Людас)
- Вишневець (угор. Meggies)

## Демографія

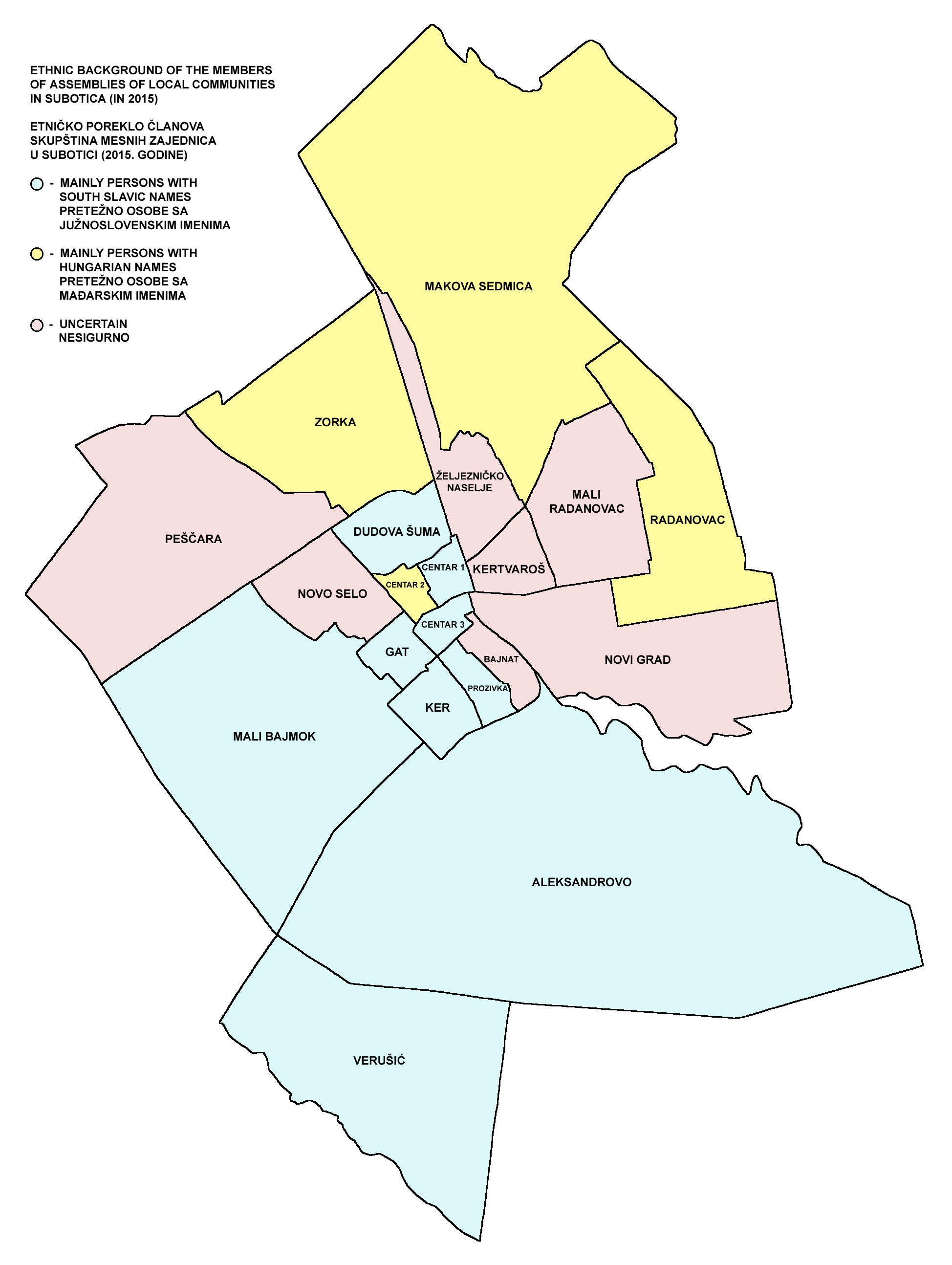
Етнічна карта Суботиці

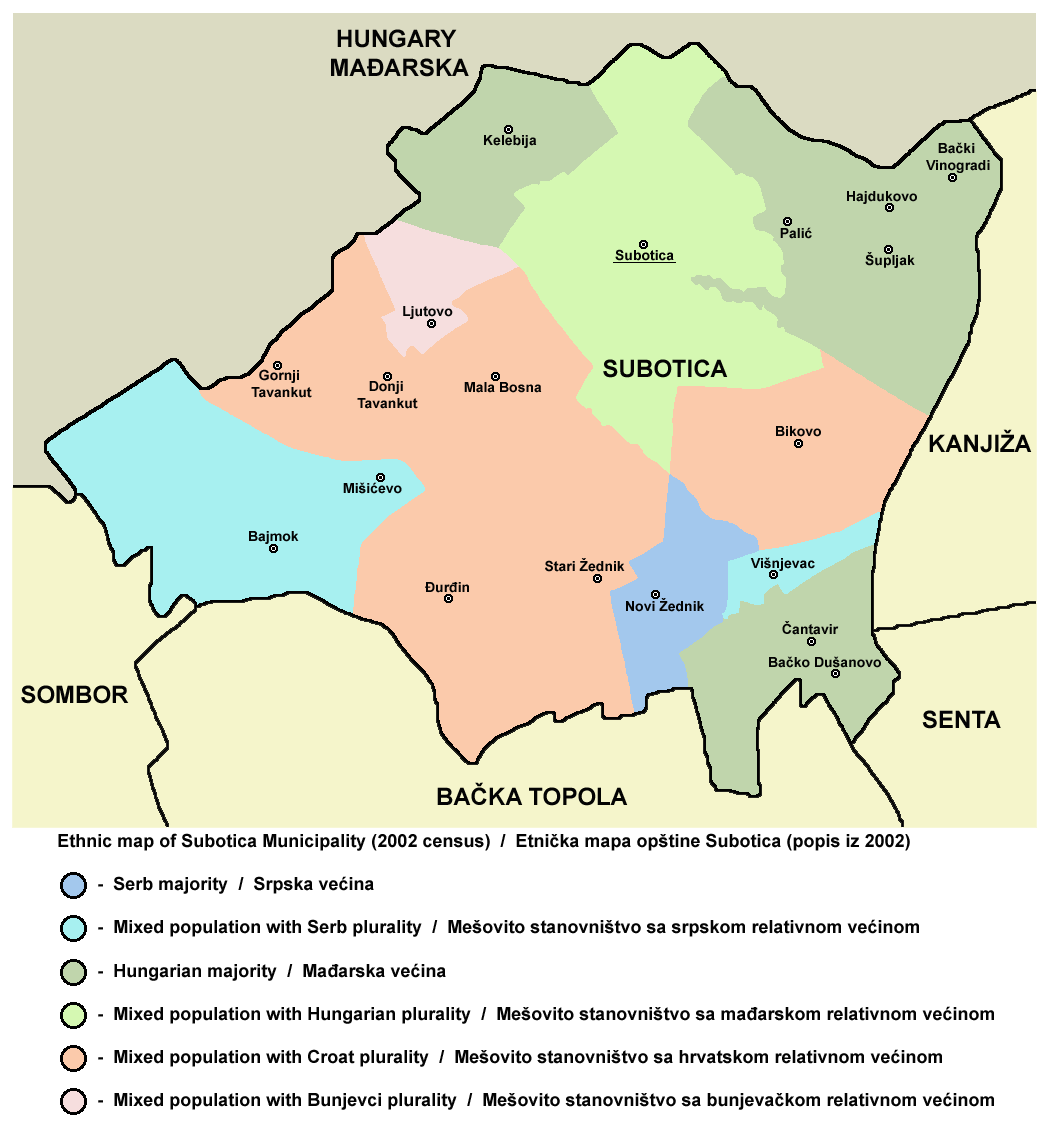
Етнічна карта адміністративної області Суботиця

Згідно з результатами перепису населення 2022 року, міська адміністративна територія Суботиці налічувала 123 952 мешканців.

### Етнічний склад
Місця з абсолютною або відносною угорською етнічною більшістю: Палич (угор. Palicsfürdő), Хайдуково (угор. Hajdújárás), Бацькі Виногради (угор. Bácsszőlős), Шупляк (угор. Alsóludas), Чантавир (угор. Csantavér), Бацьке Душаново (угор. Zentaörs) і Келебія (угор. Alsókelebia). Місця з абсолютною або відносною сербською етнічною більшістю: Суботиця, Баймок, Вішнєвац, Нові-Жеднік і Мішичево. Місця з відносною етнічною більшістю хорватів: Мала Босна, Джурджин, Долішній Таванкут, Горішній Таванкут, Биково, Старий Жедник. Лютово має відносну бунєвецьку етнічну більшість.
Етнічний склад муніципалітету 2022:
| Етнічна група | Чисельність населення | Відсоток |
| ------------- | --------------------- | -------- |
| Серби         | 38.174                | 30.8 %   |
| Угорці        | 37.200                | 30 %     |
| Хорвати       | 10.431                | 8,42 %   |
| Бунєвці       | 9.060                 | 7.31 %   |
| Роми          | 3.432                 | 2.77 %   |
| Югослави      | 2.187                 | 1.77 %   |
| Чорногорці    | 810                   | 0.65 %   |
| Македонці     | 313                   | 0.25 %   |
| Албанці       | 310                   | 0.25 %   |
| Мусульмани    | 233                   | 0.19 %   |
| Росіяни       | 193                   | 0.16 %   |
| Боснійці      | 180                   | 0.15 %   |
| Горанці       | 166                   | 0.13 %   |
| Русини        | 149                   | 0.12 %   |
| Німці         | 144                   | 0.12 %   |
| Словаки       | 135                   | 0.11 %   |
| Словенці      | 87                    | 0.07 %   |
| Невідомо      | 1.463                 | 1.18 %   |
| Інші          | 19.281                | 15.56 %  |
| Усього        | 123.952               |          |

### Мови
Мови, якими розмовляють в адміністративному окрузі Суботиця:
- Сербський = 59,575
- Угорський = 36.149
- Буньєвацький = 3,005
- хорватський = 3,937
- інші

Сербська мова є найбільш вживаною у повсякденному житті, але угорська мова також використовується більш ніж третиною населення у повсякденному спілкуванні. Обидві мови також широко використовуються в комерційних та офіційних вивісках.

## Релігія

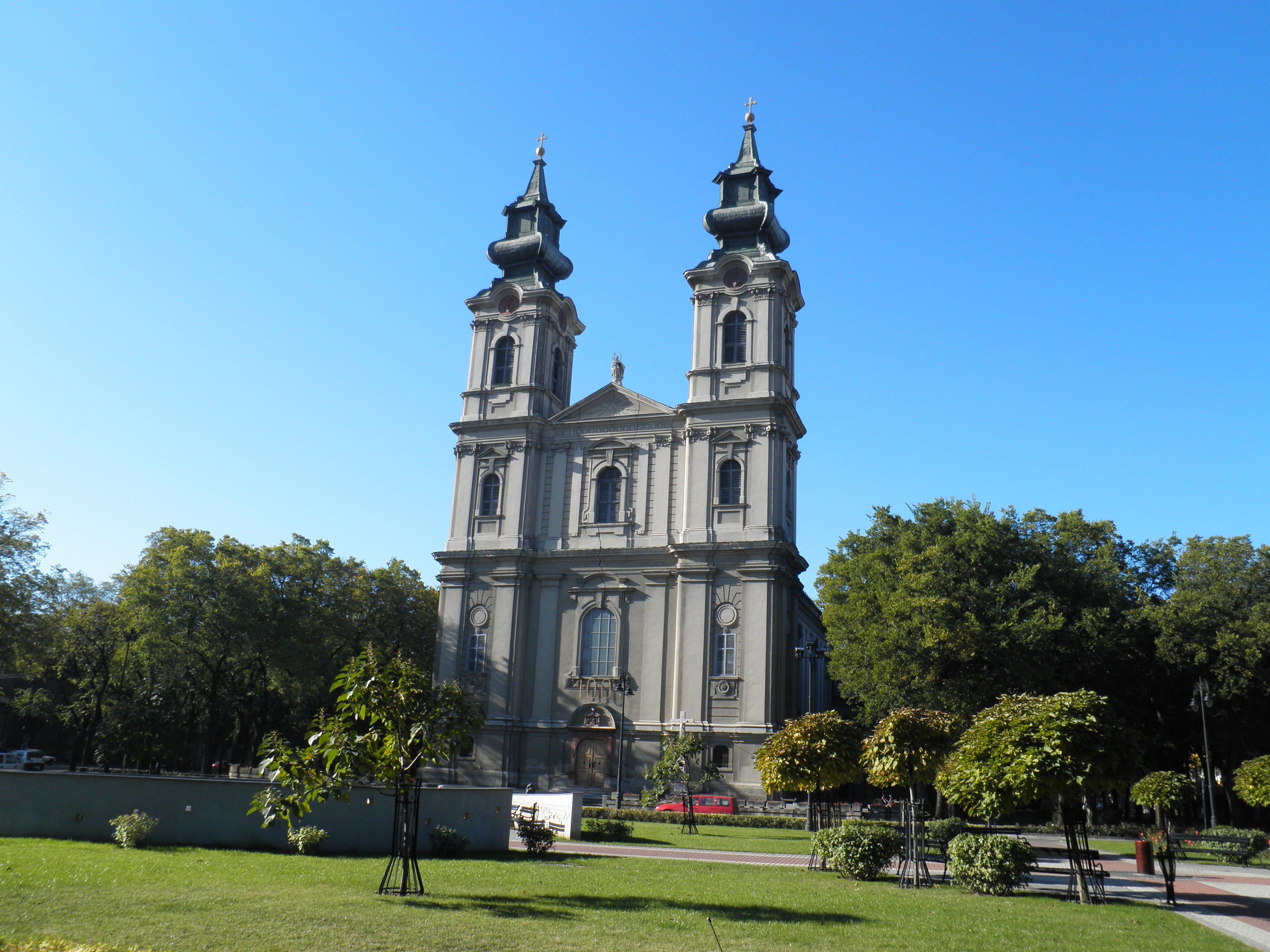
Собор святої Терези Авільської

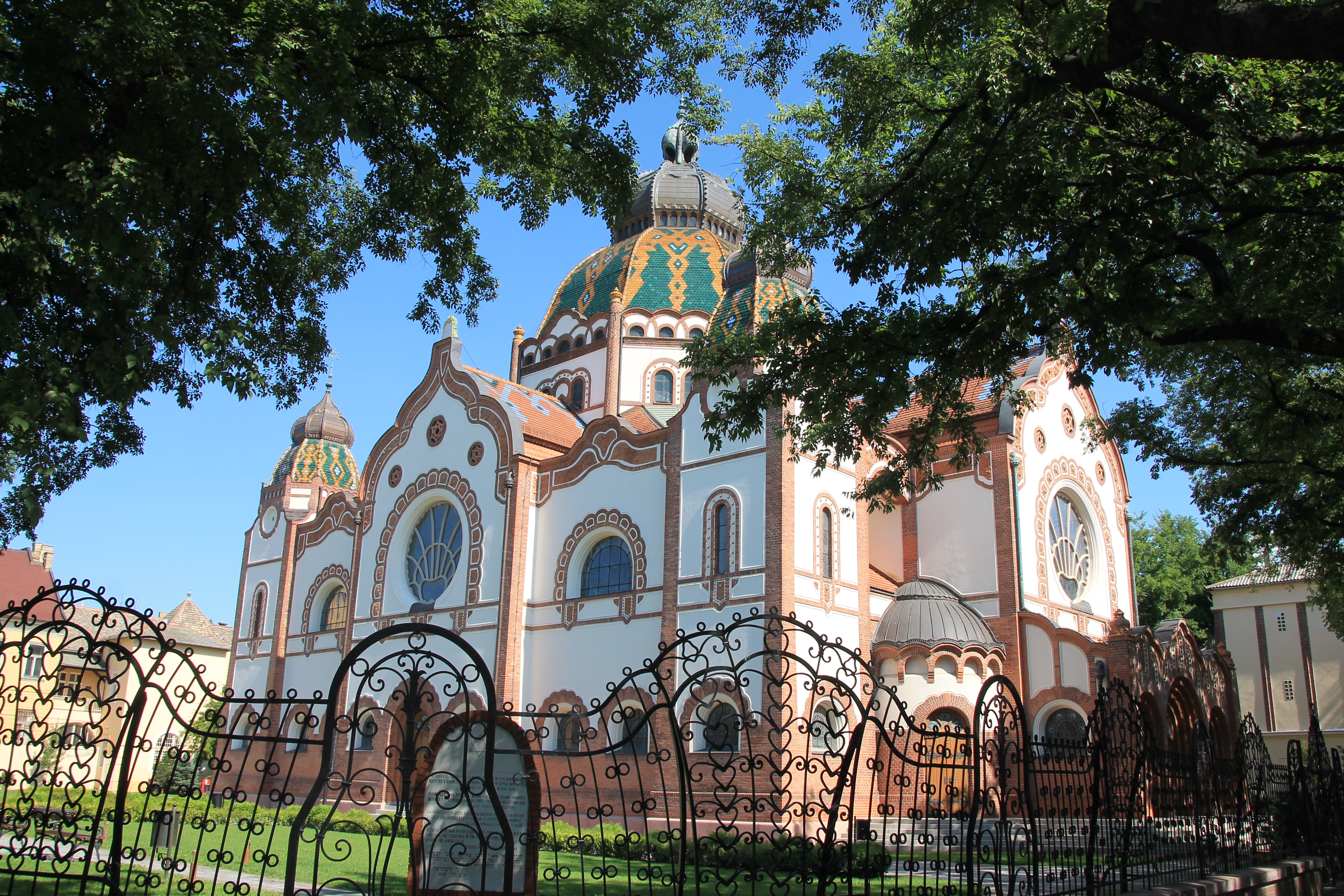
Суботицька синагога

Релігія в адміністративному окрузі Суботиця за переписом 2022 року:
- Римо-католик = 59.748
- Православних = 37,647
- мусульманин = 3,238
- Протестант = 1,609
- Юдаїзм = 54

Суботиця є центром римо-католицької єпархії регіону Бачка. Район Суботіца має найвищу концентрацію католиків у Сербії. 57 % населення міста — католики. Є вісім католицьких парафіяльних церков, духовний центр францисканців (у місті є громади як братів-францисканців, так і черниць-францисканок), жіноча домініканська громада та дві конгрегації монахинь августинок. Єпархія Суботиці має єдину католицьку середню школу в Сербії (Паулінум).
Коли сирітський притулок і дитячий будинок монахинь у Блато, Корчула (сучасна Хорватія) закінчилися продукти харчування та кошти, необхідні для допомоги бідним і голодним дітям, Марія Петкович (пізніше відома як Пресвята Марія Ісуса Розіп'ятого Петкович) вирушила до Бачки, апостольським осідком якого є Суботиця, щоб попросити допомоги для сиріт і вдів. Єпископ Людевіт Лайчо Буданович попросив Петкович заснувати монастирі її ордену в Суботиці та околицях, щоб місцеві жителі могли духовно користати з настанов монахинь її ордену. Вона дізналася, що в Бачці було багато бідних і покинутих дітей. У 1923 році вона відкрила дитячий будинок «Колівка» у Суботиці. Будинок досі існує, але ним вже не керують монахині.
Серед інших християнських громад члени Сербської православної церкви є найчисельнішими. У місті є дві православні церкви. Православні християни в Суботиці належать до Бацької єпархії Сербської Православної Церкви. У Суботиці є також двіпротестантські церкви, лютеранську та кальвіністську. Єврейська громада Суботиці є третьою за чисельністю в Сербії після Белграда та Нового Саду. Близько 1 000 (із 6 000 євреїв Суботиці до Другої світової війни) пережили Голокост. Згідно з переписом 2011 року, станом на 2011 рік у Суботиці залишилося менше 90 євреїв.

## Політика

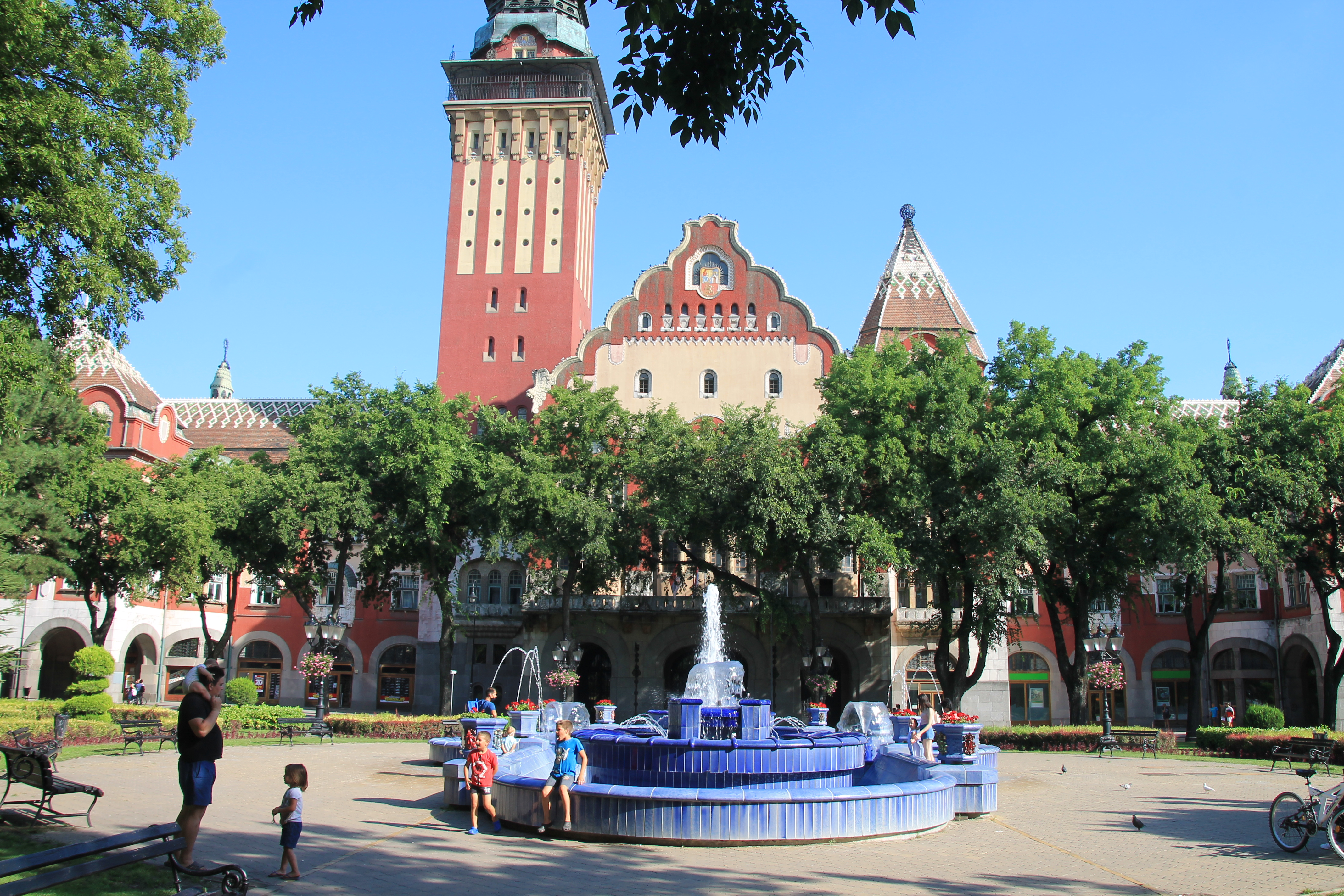
Ратуша з Блакитним фонтаном

Результати місцевих виборів 2020 року в муніципалітеті Суботіца:
- Разом ми можемо все: 43,4 %
- Альянс угорців Воєводини: 30,6 %
- Суботицький громадянський рух: 6,4 %
- Соціалістична партія Сербії: 5,5 %
- Об'єднані за демократичну Суботицю: 5,36 %
- Буньєвці Громадяни Сербії: 3,2 %

### Герб
Оригінальний герб та сучасний середній герб мають латинський напис Civitatis Maria Theresiopolis, Sigillum Liberæque Et Regiæ, що в перекладі означає «Печатка вільного та королівського міста Марії Терезіополіс»..

## Економіка
Територія навколо Суботиці — це переважно сільськогосподарські угіддя, але саме місто є важливим промисловим і транспортним центром Сербії. Завдяки навколишнім сільськогосподарським угіддям у Суботиці розташовані відомі в країні підприємства харчової промисловості, зокрема кондитерська фабрика «Піонір», виробник круп «Фіделінка», виробник молока «Млекара Суботиця» та виробник міцних алкогольних напоїв «Сімекс».
У Сербії існує низка старих соціалістичних підприємств, які пережили перехідний період. Найбільшими з них є завод хімічних добрив «Азотара» та вагонобудівний завод «Братство». і це найбільша на сьогодні інвестиція в «браунфілд». Інші великі компанії в Суботиці — це: Fornetti, ATB Sever та Masterplast. Серед нещодавніх компаній, які прийшли до Суботиці, — Dunkermotoren та NORMA Group. Важливе значення має туризм. В останні кілька років Палич був відомий Паличським кінофестивалем. Суботіца — фестивальне місто, в якому за рік відбувається понад 17 фестивалів.
Станом на вересень 2017 року Суботіца є однією з 14 вільних економічних зон, створених у Сербії.
У 2020 році в Паличі розпочалося будівництво нового аквапарку з десятьма басейнами та оздоровчими та спа-зонами.
У наступній таблиці наведено дані про загальну кількість зареєстрованих співробітників, які працюють у компаніях за основним видом діяльності (станом на 2018 рік):
| діяльність                                                                  | Всього |
| --------------------------------------------------------------------------- | ------ |
| Сільське, лісове та рибне господарство                                      | 632    |
| Добування корисних копалин                                                  | 5      |
| Виробництво                                                                 | 14 481 |
| Постачання електроенергії, газу, пари та кондиціонування повітря            | 360    |
| Постачання води; каналізація, поводження з відходами та рекультивація       | 570    |
| Будівництво                                                                 | 1,829  |
| Оптова та роздрібна торгівля, ремонт автотранспортних засобів та мотоциклів | 7,337  |
| Транспортування та зберігання                                               | 3,136  |
| Послуги проживання та харчування                                            | 1,802  |
| Інформація та зв'язок                                                       | 1,056  |
| Фінансова та страхова діяльність                                            | 621    |
| Операції з нерухомістю                                                      | 127    |
| Професійна, наукова і технічна діяльність                                   | 1,503  |
| Адміністративно-допоміжна діяльність                                        | 1,088  |
| Державне управління та оборона; обов'язкове соціальне страхування           | 1997   |
| Освіта                                                                      | 2,596  |
| Охорона здоров'я людини та соціальна робота                                 | 3,416  |
| Мистецтво, розваги та відпочинок                                            | 653    |
| Інші види послуг                                                            | 984    |
| Індивідуальні працівники сільського господарства                            | 1438   |
| Всього                                                                      | 45,631 |

## Освіта

### Університети
- Педагогічний факультет угорської мови Університету Нового Саду

Підготовка вчителів у Суботиці бере свій початок з кінця 18 століття. Після створення Австро-Угорщини в Суботиці був заснований другий в Угорщині факультет підготовки вчителів, який фінансувався державою, поступаючись лише Буді. Сучасна історія підготовки вчителів у Суботиці розпочалася у 2006 році, коли навчальні програми Сомборського педагогічного факультету угорською мовою відокремилися від факультету і стали самостійними як 14-й факультет Університету Нові-Сада. Станом на 2022 рік факультет пропонує ступінь бакалавра за спеціальностями «Виховання дітей у дитячому садку», «Викладання у початковій школі», «Дисциплінарне викладання та комунікації», а також магістерські програми за спеціальностями «Виховання дітей у дитячому садку» та «Викладання у початковій школі».

### Середні школи

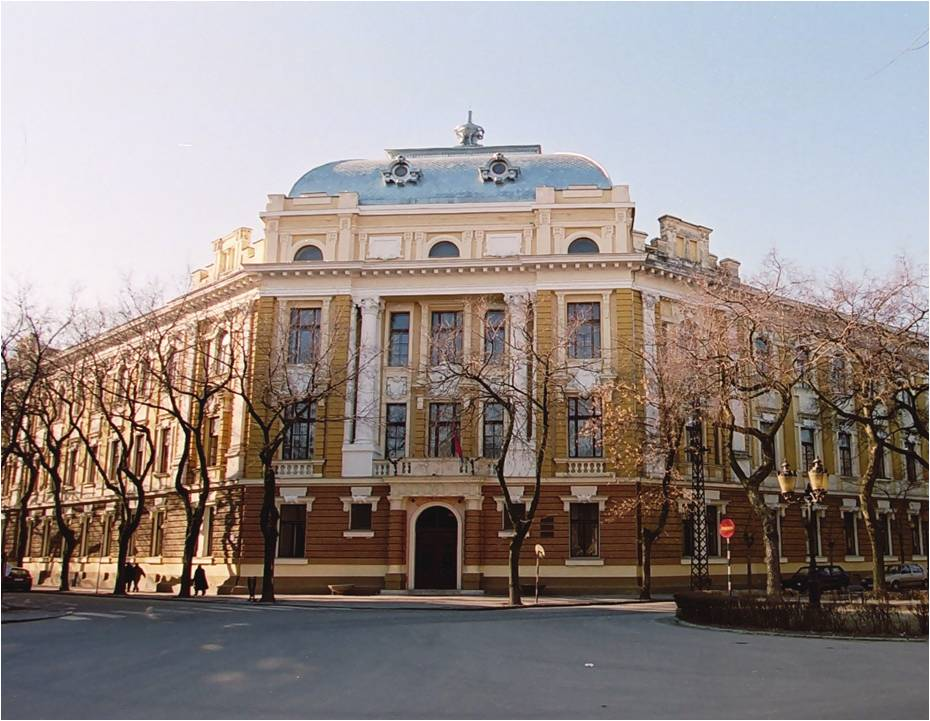
Гімназія Светозара Марковича

- Політехнічна школа, геодезія та будівництво, друкарня, лісове господарство та деревообробка
- Педагогічний коледж, заснований у 1689 році, найстаріший коледж у країні та регіоні
- Гімназія «Светозара Марковича».
- Філологічна гімназія імені Деже Коштолані.
- «MEŠC» Електромеханічна школа, нещодавно перейменована на «Tehnička Škola — Subotica» (en. «Technical School»)
- Школа економіки «Bosa Milićević».
- Хімічна школа «Лазаря Нешича».
- Медична школа.

4 953 учні навчалися в місті у 2020/21 навчальному році в закладах середньої освіти. 1 626 учнів обрали угорськомовні класи (32,8 %), 209 учнів обрали хорватські класи, а 3 118 учнів навчалися сербською мовою.

### Історичні школи (1920—1941)
- Суботицька юридична школа

## Спорт
Суботиця є один великий футбольний стадіон — Міський стадіон Суботиці, криту манеж та критий басейн. Місцева футбольна команда — «Спартак» грає в сербській Суперлізі, головному футбольному турнірі країни.

## Інфраструктура

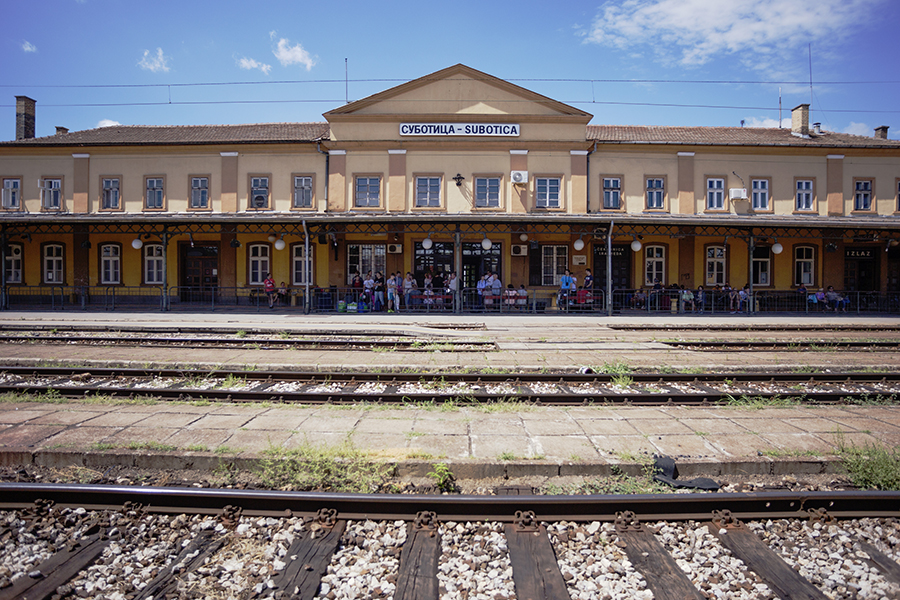
Центральний залізничний вокзал Суботиці

До Суботіци легко дістатися автомобільними та залізницями, і вона є «воротами в Європу» для Сербії.
Автомагістраль A1 з'єднує місто з Новим Садом і Белградом на півдні, а через кордон з Угорщиною — з Сегедом на півночі. Вона проходить поруч із залізницею Будапешт–Белград, яка з'єднує його з великими містами Європи. Станом на листопад 2022 року лінія виведена з експлуатації без можливості заміни, оскільки й сербська, і угорська частини лінії наразі реконструюються. Суботиця також має залізничне сполучення до Сомбора, Сенти (з пасажирським сполученням) і Сегеда через Хоргош (на стадії реконструкції з обмеженим вантажним сполученням, пасажирське сполучення планується розпочати наприкінці 2023 року), тоді як колишня гілка до Баї через Чикерію було демонтовано у 1960-х роках, але частини занедбаних колій все ще можна побачити на північно-західній околиці міста.
Раніше в місті існувала трамвайна система Суботиця, але 1974 року її було ліквідовано. Трамвай у Суботиці, запущений 1897 року, від самого початку працював на електриці. Тоді як у сусідніх містах трамваї часто були ще на кінній тязі, це давало Суботіці перевагу перед іншими містами, включно з Белградом, Нові-Садом, Загребом і Сегедом. Її існування було важливим як для жителів Суботиці, так і для туристів, що приїжджали. З того часу Суботиця розробила автобусну систему, керовану компанією JP Subotica Trans, яка обслуговує одинадцять міських ліній, вісім приміських ліній і тринадцять міжміських ліній, а також одну міжнародну лінію до Сегеда. За рік автобуси проїжджають близько 4,7 мільйона кілометрів і перевозять близько десяти мільйонів осіб.
Місто обслуговує аеропорт Суботиця ; його злітно-посадкова смуга занадто коротка для авіалайнерів, що обмежує використання переважно розважальною авіацією. На південний захід від міста знаходиться щогла висотою 218,5 метрів для FM-/ТВ-мовлення. Це найвища щогла такого типу в Сербії й одна з найвищих у регіоні.

## Міжнародна співпраця
Суботиця є пілотним містом Ради Європи та програми міжкультурних міст ЄС.

### Міста-побратими
- Мукачеве, Україна
- Сегед, Угорщина
- Егер, Угорщина
- Дунайська Стреда, Словаччина
- Оломоуць, Чехія
- Осієк, Хорватія
- Одорхею-Секуєск, Румунія
- Трептов-Кепенік, Німеччинна

### Міста-партнери
| Бая, Угорщина Будапешт, Угорщина Ізола, Словенія Кечкемет, Угорщина Кішкунгалаш, Угорщина | Мюнхен, Німеччина Намюр (місто), Бельгія Тілбург, Нідерланди Турку, Фінляндія Ульм, Німеччина | Вулвергемптон, Велика Британія Загреб, Хорватія Зірц, Угорщина |

## Відомі люди
- Бранімір Алексіч (нар. 1990) — футболіст, член національної збірної Сербії з футболу
- Сава Бабич (1934—2012) — письменник, перекладач, професор університету
- Геза Чат (1887—1919) — угорський письменник, музикант, музичний критик, психіатр і лікар
- Дюла Чеснекі (нар. 1914) — угорський поет, воєвода
- Сретен Дам'янович (нар. 1946) — борець
- Марко Дмитрович (нар. 1992) — воротар збірної Сербії з футболу та іспанського футбольного клубу «Севілья»
- Олівер Дулич (нар. 1975), — політик
- Влатко Дулич (1943—2015) — актор
- Саня Малагурський (нар. 1990) — волейболіст
- Єгуда Елкана (нар. 1934) — ізраїльський філософ науки
- Нікола Калініч (нар. 1991) — сербський баскетболіст, срібний призер Олімпійських ігор та чемпіонату світу ФІБА
- Зоран Калініч (нар. 1958) — чемпіон з настільного тенісу
- Ервін Катона (нар. 1977) — югославський та сербський стронгмен
- Данило Кіш (1935—1989) — письменник
- Ючі Комлош (1919—2011) — угорська акторка
- Деже Костолані (1885—1936) — угорський поет і прозаїк
- Зоран Кунтич (нар. 1967) — сербський футболіст
- Фелікс Лайоко (нар. 1974) — скрипаль і композитор світової музики
- Петер Леко (1979 р.н.) — шахіст номер один в Угорщині

- Сильвестр Левай (нар. 1945) — угорський композитор
- Александр Ліфка (1880—1952) — центральноєвропейський кінематографіст
- Бела Лугоші (1882—1956) — актор
- Борис Малагурський (нар. 1988) — сербсько-канадський кінорежисер, продюсер і телеведучий
- Рефік Мемішевич (1956—2004) — чемпіон з боротьби
- Джула Мештер (нар. 1972) — волейболістка, олімпійська чемпіонка
- Йован Мікіч (1914—1944) — лідер партизанів у Суботиці, національний герой, який загинув у 1944 році
- Тихомир Огнянов (1927—2006) — сербський футболіст національної збірної Югославії з футболу
- Момір Петкович (нар. 1953) — чемпіон з боротьби
- Бояна Радулович (нар. 1973) — гандболістка
- Мірна Радулович (нар. 1992) — сербська співачка, яка представляла Сербію на пісенному конкурсі «Євробачення 2013» у складі групи «Moje 3»
- Єва Рас (нар. 1941) — актриса, художниця і письменниця
- Маґдольна Ружа (нар. 1985) — угорська поп-співачка
- Іван Сарич (1876—1966) — піонер авіації та велосипедист
- Тібор Секель (Tibor Székely) (1912—1988) — югославський (хорватський) журналіст угорсько-єврейського походження, дослідник, письменник і юрист.
- Джон Саймон (1925—2019) — американський театральний критик
- Давор Штефанек (нар. 1985) — сербський борець, олімпійський чемпіон
- Дьордь Штантіц (1878—1918) — чемпіон зі спортивної ходьби на Інтернаціональних іграх
- Іцхак Таркай (1935—2012) — ізраїльський художник
- Джордже Туторіч (нар. 1983) — сербський футболіст
- Айс Нігрутін (нар. 1977) — сербський репер.